# (666184) 2009 YS26
(666184) 2009 YS26 est un objet transneptunien faisant partie des cubewanos.

## Caractéristiques
(666184) 2009 YS26 mesure environ 210 km de diamètre.